# Biesstrasznyj
Dielfin (ros. Дельфин) – rosyjski niszczyciel z przełomu XIX i XX wieku, jedna z czterech jednostek typu Kit. Okręt został zwodowany 12 sierpnia 1899 roku w niemieckiej stoczni Schichau w Elblągu, a do służby w Marynarce Wojennej Imperium Rosyjskiego został wcielony we wrześniu 1900 roku, z przydziałem do Floty Bałtyckiej. W 1902 roku nazwę jednostki zmieniono na „Biesstrasznyj” (ros. „Бесстрашный”). Niszczyciel został przerzucony na Daleki Wschód, gdzie wszedł w skład Eskadry Oceanu Spokojnego. Podczas wojny rosyjsko-japońskiej jednostka została internowana w niemieckim podówczas porcie Qingdao. W trakcie I wojny światowej okręt początkowo służył na Dalekim Wschodzie, a następnie w Arktyce. Podczas wojny domowej został przejęty przez Brytyjczyków, a następnie złomowany w czerwcu 1924 roku.

## Projekt i budowa
„Dielfin” był jednym z czterech niszczycieli typu Kit, zamówionych i zbudowanych w Niemczech . Do 1907 roku jednostki te w Marynarce Wojennej Imperium Rosyjskiego klasyfikowano jako torpedowce . Okręt zbudowany został w stoczni Schichau w Elblągu (numer stoczniowy 659) . Stępkę jednostki położono w marcu 1899 roku , a zwodowany został 12 sierpnia 1899 roku.

## Dane taktyczno-techniczne
Okręt był niewielkim, dwukominowym niszczycielem z dwoma masztami. Długość całkowita wynosiła 61,75 metra, szerokość 6,7 metra i zanurzenie 2,9 metra. Wyporność normalna wynosiła 346–350 ton, a pełna 445 ton . Okręt napędzany był przez dwie pionowe maszyny parowe potrójnego rozprężania o łącznej mocy 6000 KM, do której parę dostarczały cztery kotły Schichau . Dwuśrubowy układ napędowy pozwalał osiągnąć prędkość 27 węzłów . Okręt mógł zabrać zapas węgla o maksymalnej masie 80 ton, co zapewniało zasięg wynoszący 1500 Mm przy prędkości 10 węzłów .
Uzbrojenie artyleryjskie okrętu stanowiły: pojedyncze działo kalibru 75 mm Canet L/48 oraz pięć pojedynczych dział trzyfuntowych kalibru 47 mm Hotchkiss M1885 L/40 . Jednostka wyposażona była w trzy pojedyncze obracalne nadwodne wyrzutnie torped kalibru 381 mm: dwie umieszczone na pokładzie między kominami i trzecią za drugim kominem, z łącznym zapasem sześciu torped .
Załoga okrętu liczyła 64 oficerów, podoficerów i marynarzy .

## Służba
„Dielfin” został wcielony do służby w Marynarce Wojennej Imperium Rosyjskiego we wrześniu 1900 roku . Jednostka weszła w skład Floty Bałtyckiej. W marcu 1902 roku nazwę okrętu zmieniono na „Biesstrasznyj” (ros. „Бесстрашный”) . Między 1902 a 1903 rokiem niszczyciel został przerzucony na Daleki Wschód.
W momencie wybuchu wojny rosyjsko-japońskiej jednostka wchodziła w skład 1. Flotylli Niszczycieli I Eskadry Oceanu Spokojnego, stacjonując w Port Artur. W nocy z 26 stycznia?/8 lutego na 27 stycznia?/9 lutego 1904 roku niszczyciele „Biesstrasznyj” i „Rastoropnyj” patrolowały podejścia do głównej bazy, jednak nie zauważyły japońskich niszczycieli, które dokonały skutecznego ataku torpedowego na stojące na redzie Port Artur rosyjskie ciężkie okręty. W dzień okręt wziął udział w pierwszej, nierozstrzygniętej bitwie między głównymi siłami rosyjskimi i japońskimi na redzie Port Artur. 12 lutego?/25 lutego niszczyciele „Biesstrasznyj”, „Bditielnyj”, „Lejtienant Burakow” i „Wnuszytielnyj” udały się na patrol u wybrzeży półwyspu Kwantung, gdzie doszło do potyczki z japońskimi niszczycielami, zakończonej utratą „Wnuszytielnyja” następnego dnia. Rankiem 26 lutego?/10 marca „Biesstrasznyj”, „Wynosliwyj”, „Wnimatielnyj” i „Włastnyj” wzięły udział w bitwie z trzema japońskimi niszczycielami z 1. dywizjonu („Asashio”, „Kasumi” i „Akatsuki”) nieopodal półwyspu Laotieshan, uszkadzając wszystkie jednostki przeciwnika. Tego dnia wieczorem okręt uczestniczył w wyjściu głównych sił eskadry portarturskiej z bazy (pięć pancerników, cztery krążowniki, dwa krążowniki torpedowe i siedem niszczycieli), które wobec nienapotkania przeciwnika przeprowadziły ćwiczenia taktyczne i powróciły do portu. 10 czerwca?/23 czerwca „Biesstrasznyj” wziął udział w pierwszej próbie przejścia zablokowanej przez Japończyków w Port Artur Eskadry do Władywostoku (w składzie sześciu pancerników, pięciu krążowników, dwóch krążowników torpedowych i sześciu niszczycieli, dowodzonych przez kontradmirała Wilgelma Witgefta), jednak wobec napotkania przeważających sił przeciwnika okręty rosyjskie nie podjęły walki i powróciły do bazy. 15 lipca?/28 lipca „Biesstrasznyj” na czele pięciu innych niszczycieli uczestniczył we wsparciu artyleryjskim walczących na lądzie wojsk rosyjskich, jednak okręty zostały zmuszone do wycofania się do bazy, zaatakowane przez 2 dywizjon niszczycieli i 14 dywizjon torpedowców nieprzyjaciela.
28 lipca?/10 sierpnia „Biesstrasznyj”, dowodzony przez kpt. mar. Piotra Truchaczewa, wraz z większością zgromadzonych tam okrętów wyszedł z oblężonego portu, podejmując kolejną próbę przedarcia się do Władywostoku. Doprowadziło to do bitwy na Morzu Żółtym, w wyniku której eskadra rosyjska została rozproszona, a niszczyciele „Biesstrasznyj”, „Biesszumnyj” i „Biesposzczadnyj” w dniach 29 lipca?/11 sierpnia i 30 lipca?/12 sierpnia weszły do niemieckiego podówczas portu Qingdao, gdzie zostały internowane trzy dni później (2 sierpnia?/15 sierpnia). W listopadzie 1905 roku, po zakończeniu działań wojennych, okręt został zwrócony Rosji .
W 1912 roku dokonano modernizacji uzbrojenia jednostki: zdemontowano wyrzutnie torped kal. 381 mm i wszystkie działa kal. 47 mm, instalując w zamian trzy pojedyncze wyrzutnie torped kalibru 450 mm oraz drugą armatę kalibru 75 mm Canet L/48 i sześć pojedynczych karabinów maszynowych kalibru 7,62 mm . Wyeksploatowany niszczyciel w tym czasie osiągał prędkość do 22 węzłów. Podczas I wojny światowej początkowo bazował we Władywostoku, a w październiku 1917 roku został przerzucony do Arktyki. W trakcie wojny domowej okręt został w marcu 1918 roku przejęty przez Brytyjczyków, lecz z powodu złego stanu technicznego nie został obsadzony przez Białych . Zdobyty przez Armię Czerwoną w marcu 1920 roku niszczyciel nie został nigdy naprawiony i złomowano go w czerwcu 1924 roku .